# Provincia di Panth-Piploda
La Provincia di Panth-Piploda (in inglese: Panth-Piploda Province) era una agenzia dell'India britannica.
Panth-Piploda era la più piccola delle province inglesi con un'area di 65 km² ed una popolazione di 5 267 abitanti (2666 maschi, 2601 femmine al censimento del 1941). Collocata nella regione di Malwa, composta da diverse enclave separate, era circondata dagli stati principeschi di Gwalior, Jaora e Dewas. La provincia era governata da un commissario capo nominato dal governatore generale dell'India.

## Storia
Nel 1935 Panth Piploda venne separata dal territorio della presidenza di Bombay. La provincia di Panth-Piploda era un piccolo territorio che comprendeva solo 10 villaggi in tutto, con cinque differenti thakur. Nel 1765 circa, il pascià dell'Impero maratha assegnò le rendite dei villaggi locali alla famiglia Sambhaji Attaji, una dinastia di bramini deshastha. Questa famiglia divenne poi nota col nome di Khandekar Pandits. Le disposizioni del pascià vennero mantenute anche sotto la dominazione inglese di Panth-Piploda quando questi ultimi ottennero il territorio dai maratha nel 1817. La famiglia regnante non aveva diritti di proprietà in questi villaggi e pertanto disponeva solo di tankadar (casse sociali) che consentivano loro di pagare gli agenti politici dell'agenzia di Malwa che costituivano i Thakur nei villaggi locali. L'amministrazione della provincia era retta da un sovrintendente alle dipendenze di un agente politico con sede a Kharua (Kharwa). Il 15 agosto 1947 la provincia divenne ufficialmente parte dell'India indipendente.

### Commissari capi
- 1935 – 1940 Kenneth Samuel Fitze               (n. 1887 – m. 1960)
- 1940 – 1942 Gerald Thomas Fisher               (n. 1887 – m. 1965)
- 1942 – 1946 Walter Fendall Campbell KCIE[3]   (n. 1894 – m. 1973)
- 1946 – 1947 Henry Mortimer Poulton             (n. 1898 – m. 1973)